# Chloropsis media
El verdín de Sumatra (Chloropsis media) es una especie de ave paseriforme de la familia Chloropseidae endémica de la isla de Sumatra. A veces es tratada como subespecie del verdín frentidorado (C. aurifrons) pero difieren ampliamente en la morfología.

## Descripción
Mide entre 17,7 y 18,8 cm de longitud. La especie presenta dimorfismo sexual evidente, las hembras tienen el plumajelas casi completamente verde, más claro en el pecho y el vientre y más oscuro en la cabeza, las alas y el dorso, con la presencia de tonos amarillentos en la cabeza y la cola, y el borde de las alas de color marrón oscuro. Los machos presentan los mismos colores (aunque los tonos amarillentos también se extienden al pecho y los flancos, y tiene las plumas del reverso de la cola blanquecinas) y también está presente una máscara facial negra entre los lados del pico, ojos y garganta, con una bigotera azul metálico en los laterales del pico y la cara.
En ambos sexos, el pico y las patas son negruzcas, mientras que los ojos son de color marrón oscuro.

## Distribución
Es endémica de la isla de Sumatra, de la cual puebla el eje interno montañoso del centro oeste (las montañas Barisan), desde el centro de Aceh hasta el parque nacional de Bukit Barisan Selatan.